# Contea di Jeongseon
La contea di Jeongseon (Jeongseon-gun; 정선군; 旌善郡) è una delle suddivisioni della provincia sudcoreana del Gangwon.